# 캐머런 메이빈
캐머런 키스 메이빈(Cameron Keith Maybin, 1987년 4월 4일 ~ )은 미국의 전 야구 선수이다.